# 마호 해변

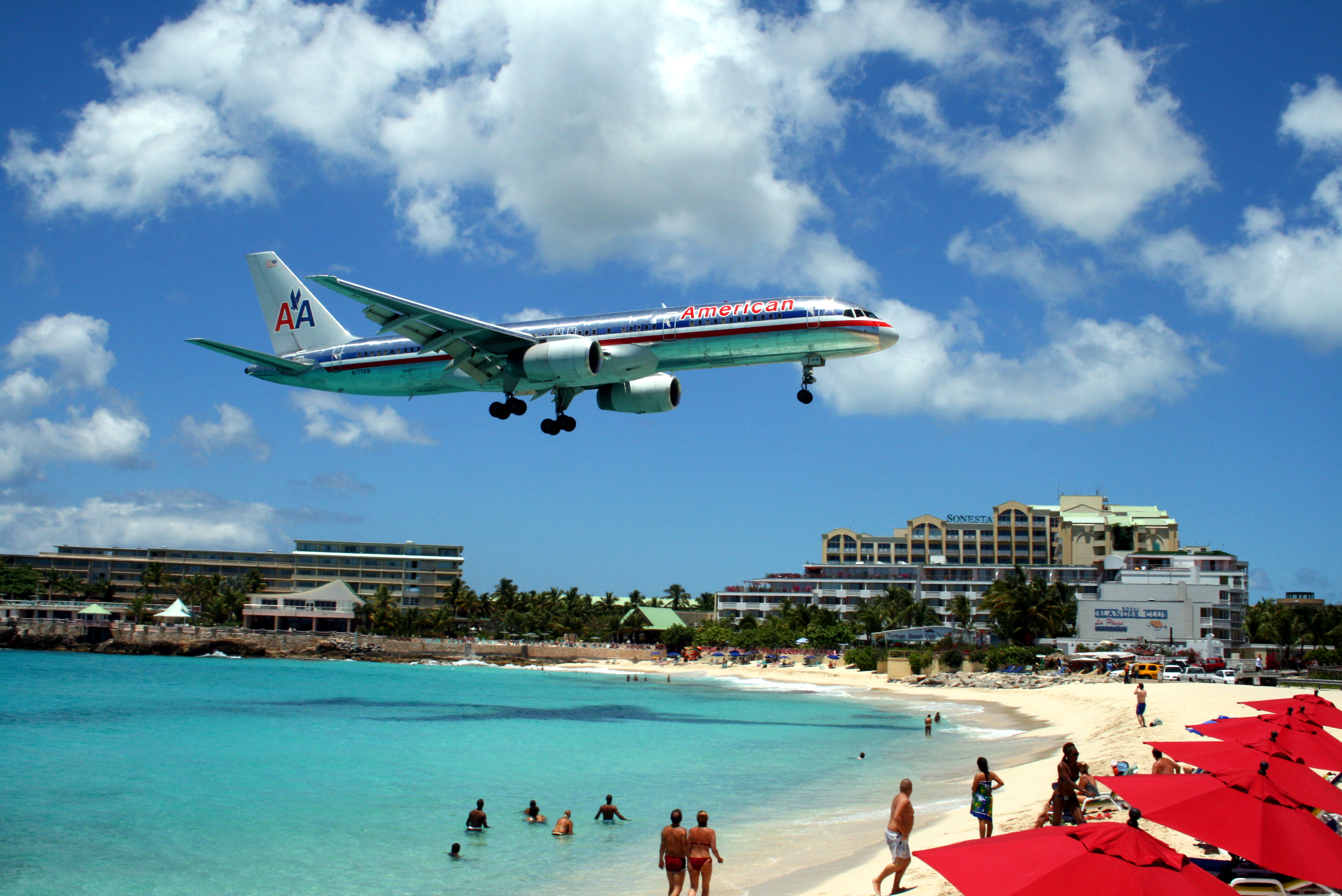
아메리칸 항공 보잉 757이 프린세스 줄리아나 국제공항에 착륙하는 모습

마호 해변(영어: Maho Beach)은 카리브 제도의 세인트마틴 섬 남부, 네덜란드령인 신트마르턴에 위치한 해변으로 프린세스 줄리아나 국제공항이 근접해 있어서 항공기들이 이착륙하는 모습을 가까이에서 볼 수 있는 것으로 유명하다.

## 사진

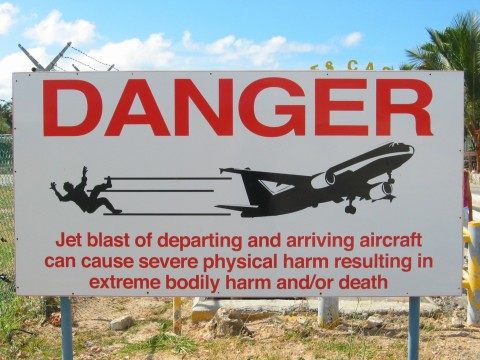
공항 펜스에 가까이 접근하지 말라는 마호 해변 경고판
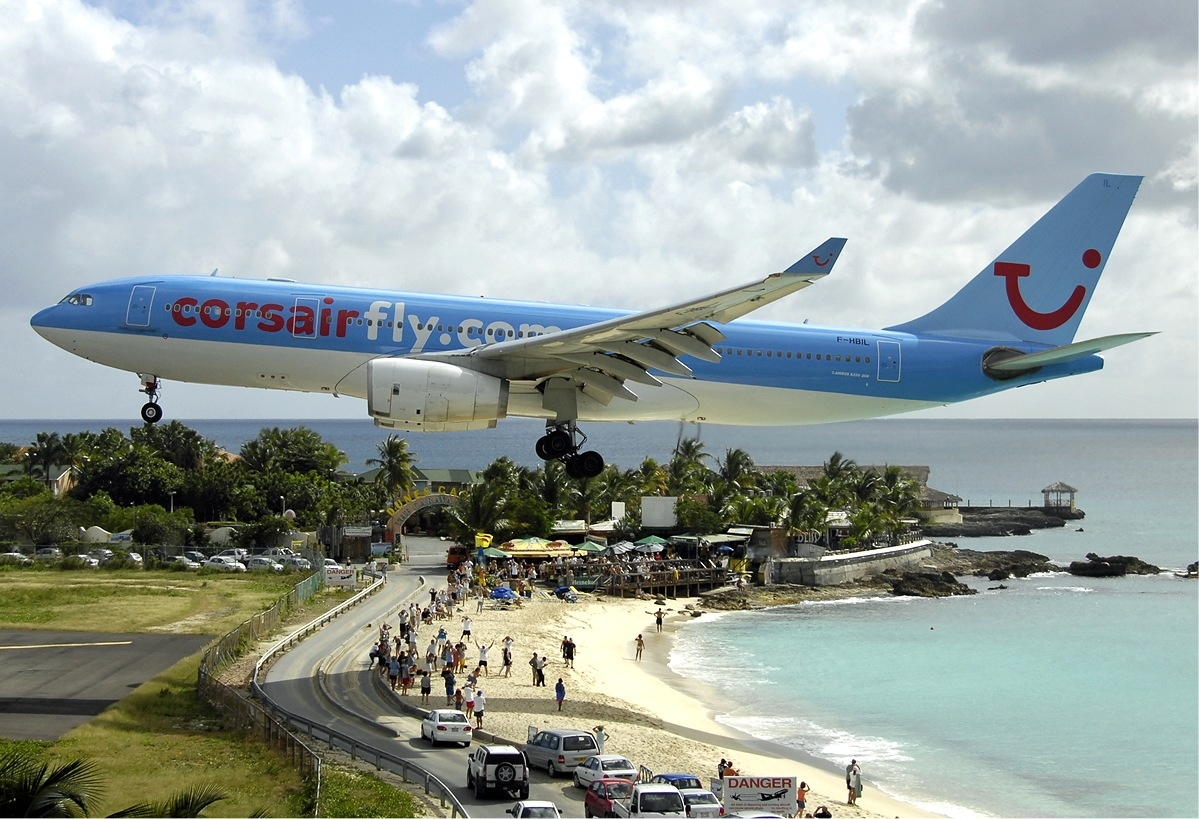
코스에어 플라이 에어버스 A330-200이 착륙하는 모습

## 같이 보기
- 프린세스 줄리아나 국제공항